# العراقيون البرادر
العراقيون البرادر أو العراقيون التميم هم مجتمع مسلم في جنوب آسيا. وهم قبيلة فرعية من بني تميم، قبيلة عربية هاجرت إلى السند، باكستان.
أثناء الفتح الإسلامي للسند (هذا اليوم أقليم في باكستان) من عام 711 (وأكثر من عام 1947م)، والتي عجلت من العراق اليوم، هاجر عدد كبير من المسلمين أيضاً، أقاموا أولاً في السند، كجرات، سهول البنجاب وبعد ذلك إلى سهول الغانجيت.

## التاريخ والأصل
وصل العراقيون إلى الهند خلال القرن الخامس عشر قادمين من السند وأقاموا في منطقة جازيبور ومنطقة باليا، ثم انتشروا عبر ولاية أتر برديش الشرقية وبعض أجزاء غربي بهار. كانت مهنتهم الأساسية في ذلك الوقت هي صناعة السكر ولكن في وقت لاحق قاموا بتغيير مهنتهم لإخفاء التجار وأصحاب المدابغ خلال فترة الراج البريطاني في كانبور وكلكتا.

## الظروف الحالية

### الهند
العراقيون هم من أغنى المجتمعات الإسلامية في الهند. وهم أكثر الجاليات المسلمة من الطائفة السنية في الهند، ومعظمهم يلتزمون بالثقافة الاجتماعية العربية. على الرغم من أن غالبية العراقيين في الهند يتبعون مدرسة الفكر والحنفية (الفقه)، إلا أن عددًا كبيرًا منهم من مدرسة الفكر الحنبلي. يعيش معظم هؤلاء العراقيين في منطقة أتر برديش الشرقية في شمال الهند. وهم مركزون للغاية في منطقة جاجماو في كانبور وبارك سيركس ومنطقة توبسيا في كولكاتا لغرض دباغة الجلود وتصنيعها. كانت كوتواري في منطقة باليا من أغنى سكان البردار العراقيين حتى عندما هاجروا إلى كانبور وكلكتا. الآن لا تزال هناك مساكن كبيرة ومساجد وهناك عدد قليل جداً من السكان العراقيين في الوقت الحاضر. كانت كوتواري مثالاً رائعاً للقرية القوية، وتحكي آثارها عن قوة وحياة الشعب العراقي.

### باكستان
في باكستان، يوجد العراقيون في كراتشي وفيصل آباد ولاهور بسبب الهجرة في عام 1947. وهم ينتمون إلى مجتمع المهاجرين في باكستان.[بحاجة لمصدر أفضل]

## المنظمات
- يقع أنجومان العراقيين البرادر في كراتشي، باكستان من أجل رفاهية العراقيين في باكستان.[3]
- رفاهية مجتمع العراقيين البرادر هي منظمة مقرها في كلكتا وجوراخبور.

## شخصيات بارزة
- مقبول أحمد لاري، أخصائي اجتماعي
- ياسمين لاري, مهندسة
- نسرين جليل، سياسية
- غزالة لاري، سياسية
- لاري آزاد, كاتب